# Новая (Нижний Новгород)
Но́вая — деревня в составе городского округа г. Нижнего Новгорода. 
Административно относится к Нижегородскому району города Нижнего Новгорода. 
Состоит из домов частной застройки.

## Население
| 2002 | 2010 |
| ---- | ---- |
| 367  | ↗384 |